# Issoria pallida
Issoria pallida är en fjärilsart som beskrevs av Evans 1924. Issoria pallida ingår i släktet Issoria och familjen praktfjärilar. Inga underarter finns listade i Catalogue of Life.